# كائن عضوي

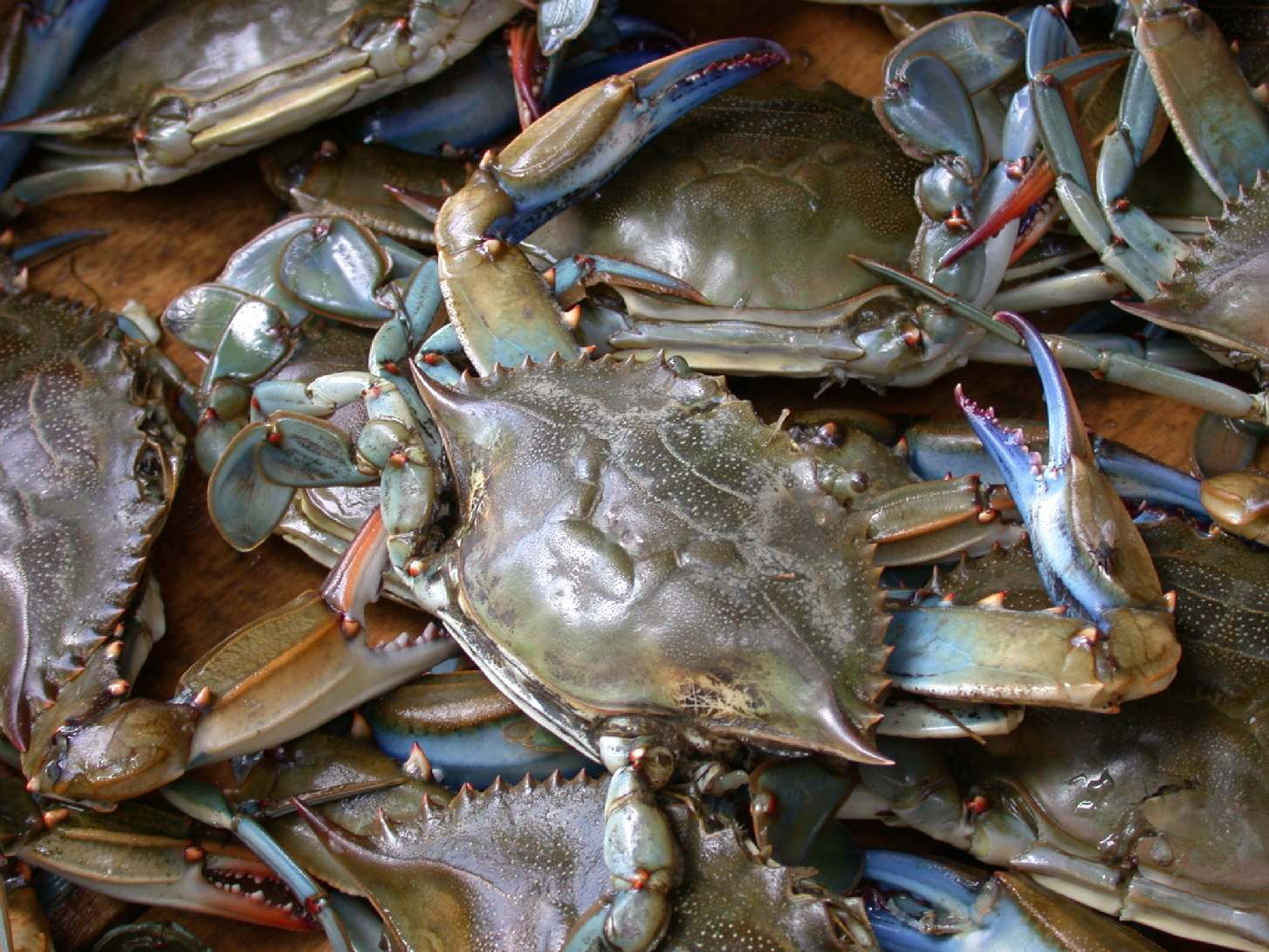
حيوان السرطان هو أحد الأمثلة على الكائنات العضوية.

في علم الأحياء وعلم البيئة، الكائن العضوي organism هو كل نظام متكيف معقد حي من أعضاء تتأثر ببعضها البعض بحيث تعمل بشكل عام ككل واحد مشكلة كيانا وحيدا حيا.
تشكل الكائنات العضوية حالة غير متوازنة ترموديناميكيا، محافظة على بيئة داخلية متوازنة بدنيا homeostatic، وللحفاظ على هذا التوازن لا بد من دخل مستمر من الطاقة.
أصل الحياة والعلاقات بين الأصول الرئيسية من الكائنات العضوية موضع نقاش وجدل بين المختصين. يمكننا التمييز بشكل عام بين نوعين من الكائنات العضوية: بدائيات النواة وحقيقيات النواة. تعتبر بدائيات النواة فئة تمثل مملكتين منفصلتين، يدعيان الجراثيم والجراثيم القديمة، وهما مملكتان لا تشتركان برابط أكثر مما يشتركان مع حقيقيات النوى. الفجوة بين حقيقيات النوى وبدائيات النوى يعتبر نقطة أساسية مفقودة في التاريخ التطوري للأحياء. في نفس الوقت يعتبر اثنين من عضيات حقيقيات النوى وهما الميتوكوندريا والصانعات الخضراء من نتائج تطور جراثيم متعايشة. يستخدم عادة مصطلح متعددة معقدة لوصف أي متعضية مؤلفة من أكثر من خلية واحدة.